# Bukoba
Bukoba  este un oraș situat în partea de nord-vest a Tanzaniei, port pe malul vestic al lacului Victoria. Este reședinta  regiunii Kagera.